# Herb Kazimierzy Wielkiej
Herb Kazimierzy Wielkiej – jeden z symboli miasta Kazimierza Wielka i gminy Kazimierza Wielka w postaci herbu.

## Wygląd i symbolika
Herb przedstawia w czerwonej tarczy herbowej czarny łeb byka przebity mieczem o srebrnym ostrzu i złotej rękojeści. Pod głową byka wieniec z dwóch kłosów pszenicy. 
Godło herbowe – przebita mieczem głowa byka – pochodzi z herbu Pomian, należącego do długoletnich właścicieli Kazimierzy Wielkiej, rodu Łubieńskich. Kłosy pszenicy symbolizują rolę miasta jako ośrodka usługowego i handlowego dla rolniczej okolicy.

## Historia
Herb przyjęty został przez Radę Narodową Miasta i Gminy w Kazimierzy Wielkiej 7 września 1979 roku. Znana jest inna wersja herbu przedstawiająca poniżej godła Pomian wyobrażenie czerwonego buraka okolonego kłosami pszenicy.  